# WASP-1
WASP-1 ist ein Stern im Sternbild Andromeda. Der Stern wird von einem Transitplaneten mit der Bezeichnung WASP-1 b begleitet.
Der Stern hat etwa die 1,2-fache Sonnmasse und hat die scheinbare Helligkeit 11,8 mag. Er ist vom Spektraltyp F7 V, seine Oberflächentemperatur beträgt ungefähr 6200 Kelvin, womit er der Sonne recht ähnlich ist.

## Planetarer Begleiter
WASP-1 b wurde im Rahmen des SuperWASP-Surveys als Exoplaneten-Kandidat identifiziert und später mit Hilfe der Radialgeschwindigkeitsmethode bestätigt. Er weist eine Masse von etwa 89 Prozent der Jupitermasse auf. Da der Planet seinen Stern sehr nah umkreist – der Abstand beträgt 0,0382 (± 0,0013) Astronomische Einheiten, also etwa vier Prozent der Entfernung der Erde zur Sonne – braucht er für eine Umkreisung nur 2,51997 (± 0,00016) Tage. Der Radius des Exoplaneten beträgt etwa 1,4 Jupiterradien.